# 第12333号行政命令

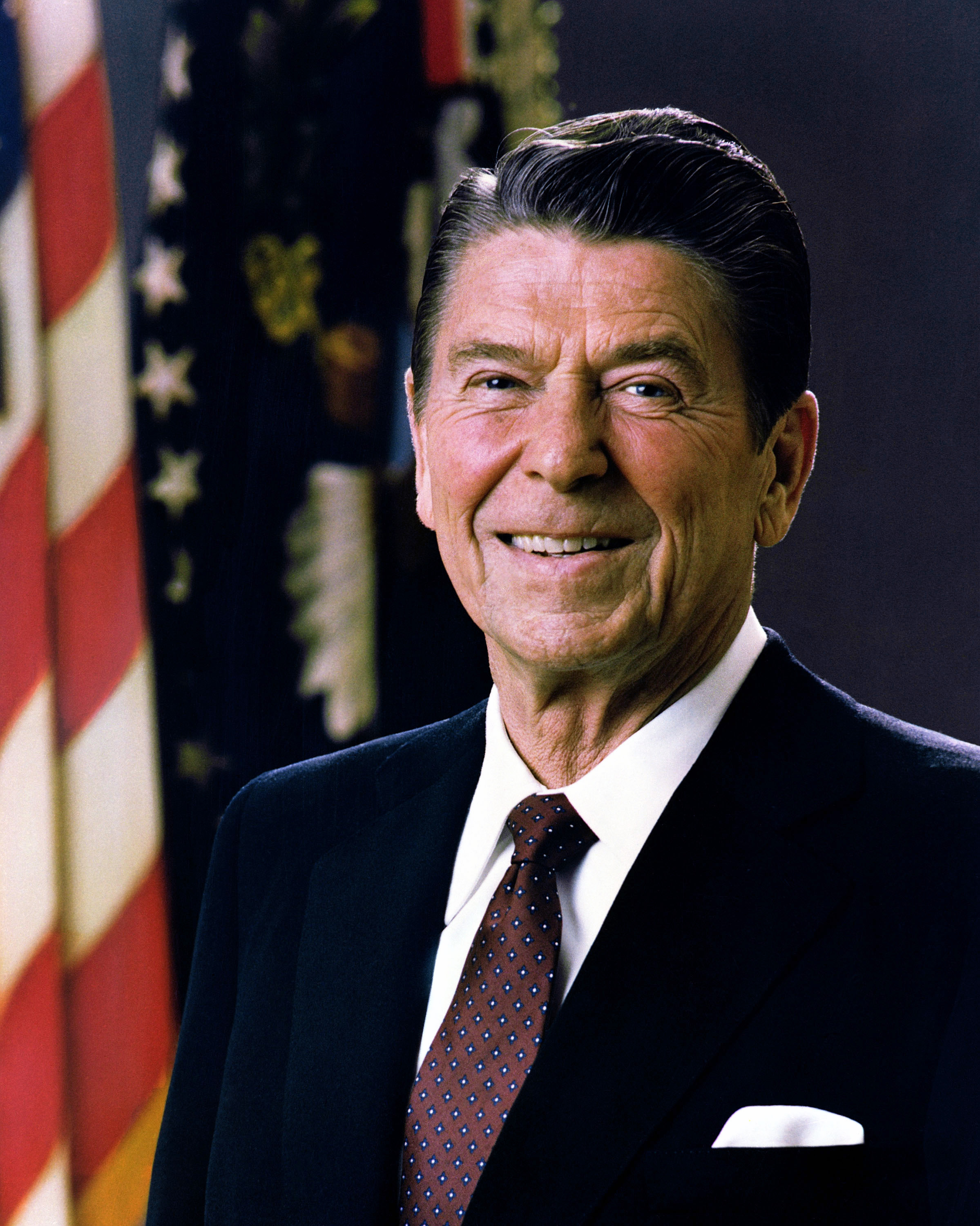
1981年12月4日，美国总统里根签署了第12333号行政命令。

1981年12月4日，美国总统里根签署了第12333号行政命令。这个行政命令，旨在扩大美国情报机构的权力和责任，并指示美国联邦机构领导人与中央情报局要充分合作。这个行政命令被称为美国情报活动。
2004年8月27日，在第13355号行政命令的基础上修改了12333号行政命令，加强对美国情报界的管理。2008年7月30日，布什总统发布13470號行政命令修改12333号行政命令，加强国家情报总监的作用。

## 条款1
"关于国家情报工作的目标，方向，职责和责任"为包括国防部，能源部，国家和财政部在内的各个情报机构起到了作用。

## 条款2
"情报活动的实施"为情报部门的行动提供了指导方针。

### 信息收集
条款2.3允许收集，保存和传播下列类型的信息以及其他信息。
"(c)合法的外国情报，反间谍，国际毒品或国际恐怖主义调查获得的信息"
"(i)偶然获得的信息表明可能违反联邦，州，地方或外国法律的活动"

### 暗杀禁令
2.11条款重申了美国情报机构发起或参与的暗杀活动的禁令。它被解释为：
任何由美国政府雇用或以美国政府名义行事的人不得从事暗杀。
在此之前，1905号行政命令已经禁止政治暗杀，112036号行政命令进一步禁止间接参与暗杀。 早在1998年，这个针对暗杀的禁令就被重新解释，并因为恐怖主义的原因放宽执行力度。

## 影响
第12333号行政命令被美国情报界视为授权扩大数据收集活动的文件。 该文件已被国家安全局用作合法收集互联网通信巨头Google和雅虎的未加密信息。
根据"卫报"记者斯宾塞·阿克曼的报道，2014年7月，美国卫生监督委员会主席大卫·梅丁和另外两名政府监督机构隐私与公民监督委员会成员表示希望在不久的将来审查12333号行政命令。
2014年7月，美国前国务院官员约翰·泰在"华盛顿邮报"上发表了一篇社论，引用了他在12333号行政命令下收集的保密材料，并认为该命令对美国人的隐私和公民自由构成重大威胁。

## 进一步阅读
- Ronald Reagan, "Executive Order 12333—United States Intelligence Activities" （页面存档备份，存于）, US Federal Register, 1081-12-04.